# Campeón de Campeones 1965-66
El Campeón de Campeones 1965-66 fue la XXV edición del Campeón de Campeones que enfrentó al campeón de la Liga 1965-66: América y al campeón de la Copa México 1965-66: Necaxa.
El título se jugó a partido único realizado en el Estadio Olímpico Universitario de la Ciudad de México. Al final de éste, el Necaxa consiguió adjudicarse por primera vez en su historia este trofeo.

## Participantes
| América |  |  |  | Campeón de la Primera División de México (1965-66) |
| Necaxa  |  |  |  | Campeón de la Copa México (1965-66)                |

## Sede
| Ciudad de México               |
| ------------------------------ |
| Estadio Olímpico Universitario |
| Capacidad: 73 000              |
|                                |

## El partido
| 17 de abril de 1966 | América | 0:2 (0:0) | Necaxa          | Estadio Olímpico Universitario, Ciudad de México              |                                                               |
|                     |         |           | Juárez 67', 82' | Asistencia: 70 000 espectadores Árbitro(s): Rafael Valenzuela | Asistencia: 70 000 espectadores Árbitro(s): Rafael Valenzuela |

|       | POR   | Jorge Iniestra      |  |
|       | DEF   | Javier Martínez     |  |
|       | DEF   | Juan Martínez Bosco |  |
|       | DEF   | Jorge Negrete Vea   |  |
|       | DEF   | Martín Ibarreche    |  |
|       | MED   | Víctor Mendoza      |  |
|       | MED   | Mario Ayala         |  |
|       | DEL   | Coco Gómez          |  |
|       | DEL   | Zague               |  |
|       | DEL   | Vavá                |  |
|       | DEL   | Moacyr              |  |
| D. T. | D. T. | Roberto Scarone     |  |

|       | POR   | Antonio Mota           |  |
|       | DEF   | Tomás Reynoso          |  |
|       | DEF   | Francisco Majewski     |  |
|       | DEF   | Carlos Albert Llorente |  |
|       | DEF   | Mario Pérez            |  |
|       | MED   | Alfredo Romo           |  |
|       | MED   | Salvador Jiménez       |  |
|       | DEL   | Roberto Martínez       |  |
|       | DEL   | Dante Juárez           |  |
|       | DEL   | Javán Marinho          |  |
|       | DEL   | Agustín Peniche        |  |
| D. T. | D. T. | Miguel Marín           |  |

| 67' · 82' | Dante Juárez | 1:0 2:0 |

| Principal | Rafael Valenzuela |

|       | POR   | Jorge Iniestra      |  |
|       | DEF   | Javier Martínez     |  |
|       | DEF   | Juan Martínez Bosco |  |
|       | DEF   | Jorge Negrete Vea   |  |
|       | DEF   | Martín Ibarreche    |  |
|       | MED   | Víctor Mendoza      |  |
|       | MED   | Mario Ayala         |  |
|       | DEL   | Coco Gómez          |  |
|       | DEL   | Zague               |  |
|       | DEL   | Vavá                |  |
|       | DEL   | Moacyr              |  |
| D. T. | D. T. | Roberto Scarone     |  |

|       | POR   | Antonio Mota           |  |
|       | DEF   | Tomás Reynoso          |  |
|       | DEF   | Francisco Majewski     |  |
|       | DEF   | Carlos Albert Llorente |  |
|       | DEF   | Mario Pérez            |  |
|       | MED   | Alfredo Romo           |  |
|       | MED   | Salvador Jiménez       |  |
|       | DEL   | Roberto Martínez       |  |
|       | DEL   | Dante Juárez           |  |
|       | DEL   | Javán Marinho          |  |
|       | DEL   | Agustín Peniche        |  |
| D. T. | D. T. | Miguel Marín           |  |

| 67' · 82' | Dante Juárez | 1:0 2:0 |

| Principal | Rafael Valenzuela |

|       | POR   | Jorge Iniestra      |  |
|       | DEF   | Javier Martínez     |  |
|       | DEF   | Juan Martínez Bosco |  |
|       | DEF   | Jorge Negrete Vea   |  |
|       | DEF   | Martín Ibarreche    |  |
|       | MED   | Víctor Mendoza      |  |
|       | MED   | Mario Ayala         |  |
|       | DEL   | Coco Gómez          |  |
|       | DEL   | Zague               |  |
|       | DEL   | Vavá                |  |
|       | DEL   | Moacyr              |  |
| D. T. | D. T. | Roberto Scarone     |  |

|       | POR   | Antonio Mota           |  |
|       | DEF   | Tomás Reynoso          |  |
|       | DEF   | Francisco Majewski     |  |
|       | DEF   | Carlos Albert Llorente |  |
|       | DEF   | Mario Pérez            |  |
|       | MED   | Alfredo Romo           |  |
|       | MED   | Salvador Jiménez       |  |
|       | DEL   | Roberto Martínez       |  |
|       | DEL   | Dante Juárez           |  |
|       | DEL   | Javán Marinho          |  |
|       | DEL   | Agustín Peniche        |  |
| D. T. | D. T. | Miguel Marín           |  |

| 67' · 82' | Dante Juárez | 1:0 2:0 |

| Principal | Rafael Valenzuela |

|       | POR   | Jorge Iniestra      |  |
|       | DEF   | Javier Martínez     |  |
|       | DEF   | Juan Martínez Bosco |  |
|       | DEF   | Jorge Negrete Vea   |  |
|       | DEF   | Martín Ibarreche    |  |
|       | MED   | Víctor Mendoza      |  |
|       | MED   | Mario Ayala         |  |
|       | DEL   | Coco Gómez          |  |
|       | DEL   | Zague               |  |
|       | DEL   | Vavá                |  |
|       | DEL   | Moacyr              |  |
| D. T. | D. T. | Roberto Scarone     |  |

|       | POR   | Antonio Mota           |  |
|       | DEF   | Tomás Reynoso          |  |
|       | DEF   | Francisco Majewski     |  |
|       | DEF   | Carlos Albert Llorente |  |
|       | DEF   | Mario Pérez            |  |
|       | MED   | Alfredo Romo           |  |
|       | MED   | Salvador Jiménez       |  |
|       | DEL   | Roberto Martínez       |  |
|       | DEL   | Dante Juárez           |  |
|       | DEL   | Javán Marinho          |  |
|       | DEL   | Agustín Peniche        |  |
| D. T. | D. T. | Miguel Marín           |  |

| 67' · 82' | Dante Juárez | 1:0 2:0 |

| Principal | Rafael Valenzuela |

| Campeón de Campeones 1965-66 |
| ---------------------------- |
|                              |
| Necaxa                       |
| 1° Título                    |